# Maison Kipinä
La maison Kipinä (finnois : Kipinän talo) est un bâtiment situé dans le centre de Vaasa en Finlande,.

## Présentation
Le bâtiment conçu par Alfred Wilhelm Stenfors en 1907 est représentif du style Art Nouveau.
La façade présente des motifs uniques qui peuvent être vus dans les formes des tours, des fenêtres et des balcons.
À sa construction, la maison compte 8 appartements, deux à chaque étage. 
Les appartements ont des poêles en faïence modernes qui ont survécu de cette époque.
Dès le début, des canalisations d'eau, des égouts et des toilettes sont construits dans les appartements.
Les appartements du deuxième et du troisième étage ont des salles de bains avec chauffe-eau à bois et baignoires. 
La cour comprend aussi une écurie, une remise à bois et un bâtiment de stockage.
Le rez-de-chaussée du côté d'Hovioikeudenpuistikko est alors utilisé comme local commercial. 
Immédiatement après sa construction, le confiseur J .A. Svensson y a installé son populaire café pour femmes dans la maison. 
Le premier cinéma de la ville, ouvert en 1905, a emménagé dans la maison en 1907.
Il pouvait accueillir 250 spectateurs. 
Le premier cinéma-théâtre de Vaasa Maailman Ympäri a ouvert ses portes le 8 décembre. 1905 par le marchand Emil Kock dans la maison Centrale à l'adresse Hovioikeudenpuistikko 10.
Début décembre 1907, le cinéma s'installe dans la Maison Kipinä à Hovioikeudenpuistikko 5. 
La salle accueillait 250 spectateurs. Dans le même ensemble il y a le Café des Dames - Dam Café.
Après la fermeture du cinéma, le Dam Café fonctionnera dans les locaux jusqu'aux années 1970.